# La morte nera (film 1964)
La morte nera (The Black Torment) è un film del 1964, diretto da Robert Hartford-Davis.

## Accoglienza
Nonostante una produzione di alto livello con bei costumi e un cast di qualità, il film venne in gran parte considerato un esempio inferiore di horror gotico dai critici cinematografici. Ad esempio, la voce su di esso in Horror: The Aurum Film Encyclopedia recita, in parte: "Questo è un rozzo tentativo britannico di eguagliare i film horror italiani dell'epoca. La trama costruita in modo sciatto è ambientata nel 1780 (ecc. ) [...] Il tono del film è ambientato in una sequenza pre-titoli di testa che mostra una giovane donna (Ronay) che corre attraverso i boschi cercando di sfuggire a uno stupratore assassino. Il montaggio è prevedibile, il suono grossolanamente esagerato, il colore brutto e la tensione inesistente. Sears, così efficace ne Il fantasma dell'opera di Fisher, è interpretata erroneamente come la nuova sposa di Turner". John Stanley scrisse che il cast "lavora duramente per rendere credibile tutta questa roba incredibile."